# Силкууд
„Силкууд“ (на английски: Silkwood) е американска драма от 1983 година, режисиран от Майк Никълс по сценарий на Нора Ефрон. С участието на Мерил Стрийп, Кърт Ръсел и Шер.

## Сюжет
Карън Силкууд води незабележителен живот: тя работи по цял ден в завод за преработка на плутоний, като от време на време посещава трите си деца, които живеят в друг град при бившия и съпруг. Ръководството на предприятието, в опит да изпълни договорните задължения навреме, кара служителите да работят извънредно, пренебрегвайки тяхната безопасност. Няколко служители, включително самата Карън, са изложени на радиация. След като разбира, че негативите от снимките на дефектните горивни пръчки са ретуширани и бележките за нарушение на сигурността са променени, Карън решава да действа и се присъединява към местния профсъюз. Тя пътува до Вашингтон, където разказва на синдикални лидери за случващото се във фабриката. Те се заинтересуват от нейната история, но изискват доказателства за нарушения, за да може инцидентът да бъде публикуван в печата. Карън се завръща на работа и въпреки неразбирането на колегите си и интригите от страна на началниците си, тя успява да събере необходимия материал за журналистите. На път за среща с репортер от „Ню Йорк Таймс“, Карън загива при автомобилна катастрофа.

## В ролите
| Изпълнител        | Роля               |
| ----------------- | ------------------ |
| Мерил Стрийп      | Карън Силкууд      |
| Кърт Ръсел        | Дрю Стивънс        |
| Шер               | Доли Пеликер       |
| Крейг Нелсън      | Уинстън            |
| Дайана Скаруид    | Анджела            |
| Тес Харпър        | Линда Доусън       |
| Фред Уорд         | Морган             |
| Рон Силвър        | Пол Стоун          |
| Сюди Бонд         | Телма Райс         |
| Дейвид Стратайрън | Уесли              |
| Джим Бивър        | директор на завода |